# Мисливські угіддя
Мисливські угіддя — ділянки суші та водного простору, на яких перебувають, або можуть перебувати мисливські тварини і які передані належним чином у користування для ведення мисливського господарства
Це центральне поняття в тематиці ведення мисливського господарства. У тексті Закону «Про мисливське господарство та полювання» слово «угіддя» згадано 136 раз. Згідно зі ст. 1 цього Закону, «мисливські угіддя державного мисливського резерву (або запасу) — мисливські угіддя, які не закріплені за певними користувачами або звільнилися за рахунок позбавлення права користування, охорона яких та регулювання чисельності тварин на яких здійснюються безпосередньо територіальними органами спеціально уповноваженого центрального органу виконавчої влади з питань мисливського господарства та полювання».

## Правила користування угіддями
Головні положення щодо користування угіддями викладено в Законі у розділі IV «Ведення мисливського господарства та користування мисливськими угіддями»[недоступне посилання з липня 2019]. Зокрема,
- Умови ведення мисливського господарства визначаються у договорі, який укладається між територіальними органами спеціально уповноваженого центрального органу виконавчої влади з питань лісового і мисливського господарства та полювання і користувачами мисливських угідь.
- Мисливські угіддя надаються у користування на строк не менш як на 15 років.
- Площа мисливських угідь, що надаються користувачеві, повинна становити не менше 3 тисяч гектарів, але не більше ніж 35 відсотків від загальної площі мисливських угідь Автономної Республіки Крим, області та м. Севастополя.
- Переважне право на користування мисливськими угіддями мають: власники та постійні користувачі земельних ділянок; користувачі мисливських угідь, які продовжують строк користування цими угіддями.
- Користування мисливськими угіддями є платним. Розмір та порядок внесення плати за користування мисливськими угіддями визначаються у договорі між користувачем мисливських угідь та власником або постійним користувачем земельних ділянок, на яких знаходяться ці угіддя. Розмір плати за користування мисливськими угіддями встановлюється залежно від їх місцезнаходження, природної якості та інших факторів.
- За використання мисливських тварин як природного ресурсу загальнодержавного значення з користувачів мисливських угідь справляється збір. Розмір збору за використання мисливських тварин як природного ресурсу загальнодержавного значення встановлюється для окремих видів (груп видів) тварин залежно від їх поширення, чисельності, відтворювальної здатності та обсягу добування.
- Кошти від сплати збору за використання мисливських тварин як природного ресурсу загальнодержавного значення перераховуються у розмірі 50 відсотків до державного бюджету і 50 відсотків — до республіканського бюджету Автономної Республіки Крим, бюджетів областей, міст Києва і Севастополя.
- З метою охорони та відтворення мисливських тварин користувачі в межах своїх мисливських угідь виділяють не менш як 20 відсотків площі угідь, на яких полювання забороняється. Порядок визначення територій для цієї мети встановлюється спеціально уповноваженим центральним органом виконавчої влади з питань лісового і мисливського господарства та полювання.
- З метою охорони мисливських угідь користувачі угідь створюють єгерську службу з розрахунку не менш як один єгер на п'ять тисяч гектарів лісових або десять тисяч гектарів польових чи водно-болотних мисливських угідь.

Окремою статтею (Стаття 30) в законі викладено «Права та обов'язки користувачів мисливських угідь».

## Мисливські угіддя в Україні

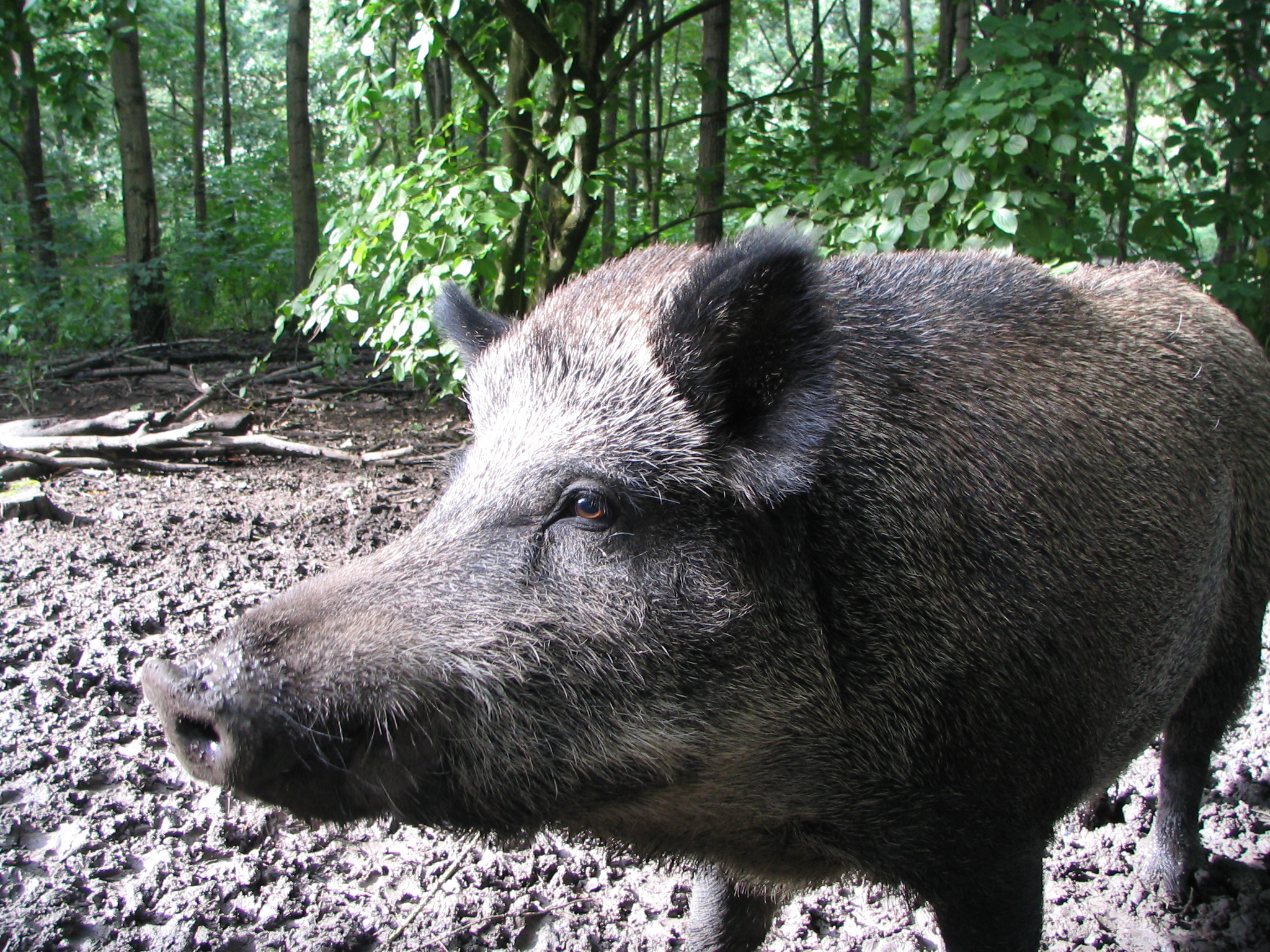
Свиня дика (дикий кабан) — найпопулярніший об'єкт полювання в мисливських угіддях

Огляд таких угідь наведено у статті «Велике полювання» [Архівовано 7 квітня 2011 у Wayback Machine.]. Близько 80 % території нашої країни — 46,5 млн га із 60,3 млн га загальної площі — є мисливськими угіддями. Більшість території України — мисливські угіддя. До угідь мисливських господарств входять землі лісового фонду, сільськогосподарського призначення і водно-болотні угіддя.
За офіційними даними Державного агентства лісових ресурсів (донедавна Держкомлісгосп), 31,85 млн га мисливських угідь надано в користування 382 організаціям Українського товариства мисливців та рибалок (УТМР), 818 тис. га — 25 господарствам Товариства військових мисливців та рибалок, ще 8,2 млн га — 378 іншим користувачам (мисливські клуби, організації, товариства, приватні підприємства), з яких 229 — приватної форми власності. Також 5,6 млн га перебувають у користуванні 213 підприємств Держкомлісгоспу.
Найвідоміші хазяї мисливських угідь в Україні (за  [Архівовано 7 квітня 2011 у Wayback Machine.]):
- Віктор Янукович — екс-президент України. Дніпровсько-Тетерівське лісомисливське господарство, Київська область. Площа — 30,4 тис. га
- Олександр Волков — екс-народний депутат. Полтавська область, місце впадіння Сули в Дніпро. Площа невідома
- Дмитро Шенцев — Народний депутат (ПР). Мисливське угіддя «Гай», Харківська область. Площа — від 17,5 тис. до 50 тис. га
- Микола Рудьковський — екс-міністр транспорту і зв'язку. ТОВ «Оксамит-сервіс», Кагарлицький район Київської області. Площа — 35 тис. га
- Ігор Бакай — екс-керівник Державного управління справами. АТЗТ «Трахтемирів», на межі Київської та Чернігівської областей. Площа — 11 тис. га
- Нестор Шуфрич — екс-міністр з надзвичайних ситуацій. Мисливське угіддя «Кремінка», Закарпаття. Площа — 30 тис. га
- Віктор Лозінський — екс-народний депутат. Мисливське господарство «Голованівське», Кіровоградська область. Площа — 26,4 тис. га.

## Виноски
1. ↑  Закон України «Про мисливське господарство та полювання»[недоступне посилання з червня 2019]